# Edwardsville (Illinois)
Edwardsville es una ciudad ubicada en el condado de Madison en el estado estadounidense de Illinois. En el Censo de 2010 tenía una población de 24293 habitantes y una densidad poblacional de 465,05 personas por km².

## Geografía
Edwardsville se encuentra ubicada en las coordenadas 38°47′27″N 89°59′19″O / 38.79083, -89.98861. Según la Oficina del Censo de los Estados Unidos, Edwardsville tiene una superficie total de 52.24 km², de la cual 50.67 km² corresponden a tierra firme y (3%) 1.57 km² es agua.

## Demografía
Según el censo de 2010, había 24293 personas residiendo en Edwardsville. La densidad de población era de 465,05 hab./km². De los 24293 habitantes, Edwardsville estaba compuesto por el 86.67% blancos, el 8.27% eran afroamericanos, el 0.18% eran amerindios, el 2.41% eran asiáticos, el 0.08% eran isleños del Pacífico, el 0.46% eran de otras razas y el 1.93% pertenecían a dos o más razas. Del total de la población el 1.95% eran hispanos o latinos de cualquier raza.